# Toronto International Film Festival 2025
Das 50. Toronto International Film Festival findet von 4. bis 14. September 2025 statt. Als erste Filme, die bei dem Festival ihre Premiere feiern sollen, wurden unter anderem angekündigt Hedda von Nia DaCosta, El cautivo von Alejandro Amenábar The Choral von Nicholas Hytner, Homebound von Neeraj Ghaywan, Hamnet von Chloé Zhao, Roofman von Derek Cianfrance und She Has No Name von Peter Chan. Zu den Filmen mit deutscher Beteiligung gehören unter anderem Ballad of a Small Player von Edward Berger, Sentimental Value von Joachim Trier, Miroirs No. 3 von Christian Petzold und Dry Leaf von Alexandre Koberidse. In der Sektion Wavelengths Pairings wird With Hasan in Gaza von Kamal Aljafari vorgestellt, In die Sonne schauen von Mascha Schilinski bei den Special Presentations.

## Programm

### Gala Presentations
- Adulthood von Alex Winter
- The Choral von Nicholas Hytner
- Deux Pianos (Two Pianos)  von Arnaud Desplechin
- Driver`s Ed von Bobby Farrelly
- Eleanor the Great	von Scarlett Johansson
- Eternity von David Freyne
- Fuze von David Mackenzie
- Glenrothan von Brian Cox
- Good Fortune – Ein ganz spezieller Schutzengel (Good Fortune) von Aziz Ansari
- Hamnet von Chloé Zhao
- Homebound von Neeraj Ghaywan
- John Candy: I Like Me von Colin Hanks
- Lilith Fair: Building a Mystery von Ally Pankiw
- No Other Choice (어쩔수가없다)  von Park Chan-wook
- Nuremberg von James Vanderbilt
- Palestine 36 von Annemarie Jacir
- Peak Everything von Amour Apocalypse und Anne Émond
- Roofman von Derek Cianfrance
- She's Got No Name (酱园弄·悬案) von Peter Chan
- Sholay von Ramesh Sippy
- Swiped von Rachel Lee Goldenberg
- Vie privée (A Private Life) von Rebecca Zlotowski

### Special Presentations
- Bad Apples von Jonatan Etzler
- Ballad of a Small Player von Edward Berger
- California Schemin’ von James McAvoy
- Calle Malaga von Maryam Touzani
- El cautivo (The Captive) von Alejandro Amenábar
- Charlie Harper von Tom Dean und Mac Eldridge
- Christy von David Michôd
- The Christophers von Steven Soderbergh
- Couture von Alice Winocour
- Dead Man's Wire von Gus Van Sant
- Degrassi: Whatever It Takes von Lisa Rideout
- Easy's Waltz von Nic Pizzolatto
- EPiC: Elvis Presley in Concert von Baz Luhrmann
- Frankenstein von Guillermo del Toro
- Franz K. (Franz) von Agnieszka Holland
- Good News (굿뉴스) von Byun Sung-hyun
- Hedda von Nia DaCosta
- If I Had Legs I’d Kick You von Mary Bronstein
- In die Sonne schauen (Sound of Falling) von Mascha Schilinski
- It Was Just an Accident von Jafar Panahi
- It Would Be Night in Caracas von La Hija de la Española
- Kokuho (国宝) von Lee Sang-il
- Ky Nam Inn von Quán Kỳ Nam und Leon Le
- The Lost Bus von Paul Greengrass
- Meadowlarks von Tasha Hubbard
- Mile End Kicks von Chandler Levack
- Mille secrets mille dangers (Lovely Day) von Philippe Falardeau
- Monkey in a Cage von Anurag Kashyap
- Nouvelle Vague von Richard Linklater
- A Pale View of Hills von Kei Ishikawa
- Poetic License von Maude Apatow
- Primavera	von Damiano Michieletto
- Project Y von Lee Hwan
- Rental Family von Hikari
- Rose of Nevada von Mark Jenkin
- Sacrifice	von Romain Gavras
- Scarlet von Mamoru Hosoda
- The Secret Agent (O Agente Secreto) von Kleber Mendonça Filho
- Sentimental Value	von Joachim Trier
- Sirāt von Óliver Laxe
- Steal Away von Clement Virgo
- Stille Freundin (Silent Friend) von ldikó Enyedi
- The Smashing Machine von Benny Safdie
- The Testament of Ann Lee von Mona Fastvold
- Train Dreams  von Clint Bentley
- Tre Ciotole (Three Goodbyes) von Isabel Coixet
- Tuner	von Daniel Roher
- The Ugly (얼굴) von Yeon Sang-ho
- Uiksaringitara (Wrong Husband) von Zacharias Kunuk
- Wake Up Dead Man: A Knives Out Mystery von Rian Johnson
- You Had to Be There: How the Toronto Godspell Ignited the Comedy Revolution… von Nick Davis

### Centerpiece
- Arco von Ugo Bienvenu
- Árva (Orphan) von László Nemes
- Barrio Triste von STILLZ
- Blood Lines von Gail Maurice
- Blue Heron von Sophy Romvari
- Blue Moon von Richard Linklater
- The Condor Daughter von Álvaro Olmos Torrico
- Carolina Caroline von Adam Carter Rehmeier
- The Cost of Heaven von Mathieu Denis
- Dandelion’s Odyssey von Momoko Seto
- Diya von Achille Ronaimou
- Duse von Pietro Marcello
- Eagles of the Republic von Tarik Saleh
- Erupcja von Pete Ohs
- Exit 8 von Genki Kawamura
- Follies von Eric K. Boulianne
- The Fox King von Woo Ming Jin
- Girl von Shu Qi
- Good Boy von Jan Komasa
- Hamlet von Aneil Karia
- Honey Bunch von Madeleine Sims-Fewer und Dusty Mancinelli
- I Swear von Kirk Jones
- In Search of The Sky von Jitank Singh Gurjar
- Irkalla: Gilgamesh’s Dream von Mohamed Jabarah Al-Daradji
- Die jüngste Tochter (The Little Sister) von Hafsia Herzi
- The Last One for The Road von Francesco Sossai
- The Last Viking von Anders Thomas Jensen
- Left-Handed Girl von Shih-Ching Tsou
- Little Amélie or the Character of Rain von Maïlys Vallade und Liane-Cho Han
- The Love That Remains von Hlynur Pálmason
- Lucky Lu von Lloyd Lee Choi
- Mama von Or Sinai
- Memory of Princess Mumbi von Damien Hauser
- Milk Teeth von Mihai Mincan
- Miroirs No. 3 von Christian Petzold
- Motor City von Potsy Ponciroli
- My Father’s Shadow von Akinola Davies Jr.
- The Mysterious Gaze of the Flamingo von Diego Céspedes
- New Year’s Rev von Lee Kirk
- Nomad Shadow von Eimi Imanishi
- Olmo von Fernando Eimbcke
- Palimpsest: the Story of a Name von Mary Stephen
- The President’s Cake von Hasan Hadi
- Renoir von Chie Hayakawa
- Saipan von Lisa Barros D’Sa und Glenn Leyburn
- Space Cadet von Kid Koala
- The Sun Rises on Us All von Cai Shangjun
- Das tiefste Blau (The Blue Trail) von Gabriel Mascaro
- Two Prosecutors von Sergei Loznitsa
- Under The Same Sun von Ulises Porra
- Unidentified von Haifaa Al Mansour
- A Useful Ghost von Ratchapoom Boonbunchachoke
- Wasteman von Cal McMau
- Whitetail von Nanouk Leopold
- Youngblood von Hubert Davis

### Platform
- At the Place of Ghosts von Bretten Hannam
- Between Dreams and Hope von Farnoosh Samadi
- Bouchra von Orian Barki und Meriem Bennani
- The Currents von Milagros Mumenthaler
- Hen von György Pálfi
- Nino von Pauline Loquès
- Steve von Tim Mielants
- To the Victory! von Valentyn Vasyanovych
- Winter of the Crow von Kasia Adamik
- The World of Love von Yoon Ga-eun

### Discovery
- 100 Sunset von Kunsang Kyirong
- Amoeba von Siyou Tan
- As We Breathe von Şeyhmus Altun
- Babystar von Joscha Bongard
- Bayaan von Bikas Ranjan Mishra
- Dinner With Friends von Sasha Leigh Henry
- Egghead Republic von Pella Kågerman und Hugo Lilja
- Forastera von Lucía Aleñar Iglesias
- Ghost School von Seemab Gul
- Julian von Cato Kusters
- Laundry von Zamo Mkhwanazi
- Little Lorraine von Andy Hines
- Maddie’s Secret von John Early
- The Man in My Basement von Nadia Latif
- Mārama von Taratoa Stappard
- Nika & Madison von Eva Thomas
- Noviembre von Tomás Corredor
- Oca von Karla Badillo
- Our Father von Goran Stankovic
- Out Standing von Mélanie Charbonneau
- Retreat von Ted Evans
- Sink von Zain Duraie
- The Son and the Sea von Stroma Cairns

### Wavelengths
- As Estações (The Seasons)  von Maureen Fazendeiro
- BLKNWS: Terms & Conditions von Kahlil Joseph
- Cobre (Copper) von Nicolás Pereda
- Dry Leaf  von Alexandre Koberidse
- Levers von Rhayne Vermette
- Magalhães (Magellan) von Lav Diaz
- Mare’s Nest von Ben Rivers

### Midnight Madness
- Dead Lover von Grace Glowicki
- Dust Bunny von Bryan Fuller
- Fuck My Son! von Todd Rohal
- Junk World von Takahide Hori
- Karmadonna von Aleksandar Radivojević
- Nirvanna the Band the Show the Movie von Matt Johnson
- Normal von Ben Wheatley
- Obsession von Curry Barker
- The Furious von Kenji Tanigaki
- The Napa Boys von Nick Corirossi